# Kernmodul Tianhe
Das Kernmodul Tianhe (chinesisch 天和號核心艙 / 天和号核心舱, Pinyin Tiānhé Hào Héxīncāng, deutsch Himmlische Harmonie) ist das erste Modul der Chinesischen Raumstation. Es wurde am 29. April 2021 mit einer Trägerrakete vom Typ Langer Marsch 5B vom Kosmodrom Wenchang gestartet.

## Beschreibung
Das von der Chinesischen Akademie für Weltraumtechnologie gebaute Kernmodul Tianhe ist das Kontrollzentrum der Chinesischen Raumstation, dort befinden sich Lebenserhaltungssysteme, Energieversorgung, Navigation, Antrieb und Lageregelung. Das Modul ist 16,6 m lang, sein größter Durchmesser beträgt 4,2 m und sein Startgewicht 22,5 t.
Das Kernmodul bietet drei Raumfahrern Platz zum Leben und Arbeiten; selbst ohne Erweiterung durch die Wissenschaftsmodule können dort Experimente durchgeführt werden.

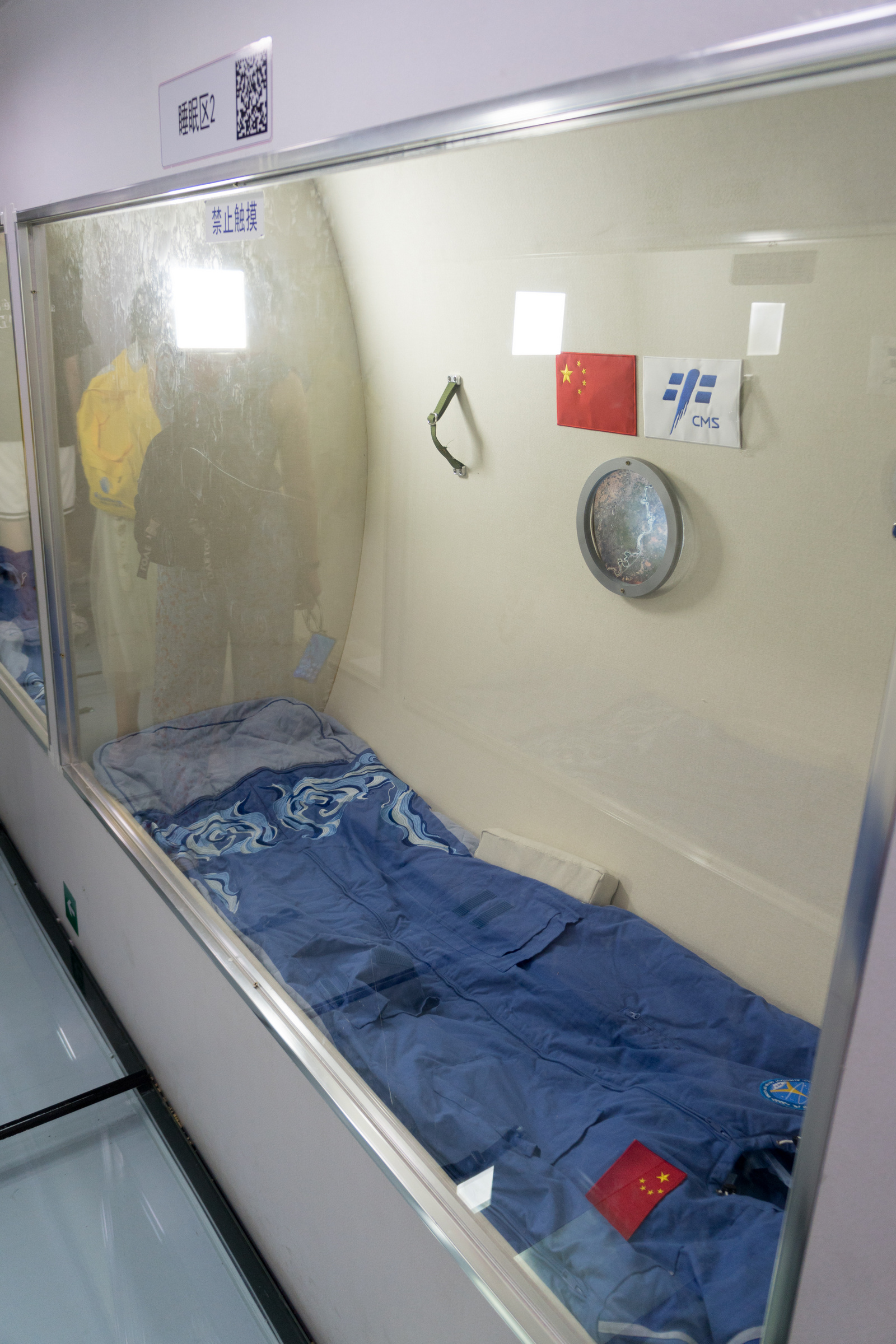
Modell einer Schlafkabine

Das Kernmodul besitzt an seinem vorderen Ende eine kugelförmige Schleusensektion, an der von vorne und unten bemannte Raumschiffe an- und abkoppeln können. Links und rechts an der Sektion wurden im Herbst 2022 die Wissenschaftsmodule fest montiert, während sich oben die Ausstiegsluke für Außenbordeinsätze befindet. Anschließend an die Schleusensektion folgt ein Korridor mit 2,8 m Durchmesser, der zur Arbeitssektion des Moduls führt.
In der Korridorsektion befinden sich, direkt an die Schleusensektion anschließend, Bad und Toilette sowie die Schlafkabinen der drei Besatzungsmitglieder. Jedem Raumfahrer steht eine eigene, 1,9 m lange und 0,9 m hohe Kabine mit Fenster zur Verfügung.
Durch diese Anordnung können die Raumfahrer, auch wenn sie im Schlaf von einem Notfall überrascht werden, in maximal fünf Minuten die nicht betroffenen Module sichern und sich entweder in das Wissenschaftsmodul Wentian flüchten, von wo aus die Station ebenfalls gesteuert werden kann, oder in das ständig angekoppelte Shenzhou-Raumschiff.
Im Inneren der Station wurde nur schwer entflammbares Material verwendet, die Führung von elektrischen Leitungen mit hoher Spannung wurde sehr sorgfältig gewählt, und bei sich nähernden, vom Forschungszentrum für die Beobachtung von Zielen und Trümmerstücken im Weltraum nicht im Vorfeld bemerkten Mikrometeoriten oder Weltraummüll leitet ein Radarsystem automatisch Ausweichmanöver ein.
Auf der Zenitseite der Korridorsektion befindet sich die Parabolantenne für den Funkverkehr zur Erde, der über die Tianlian-Relaissatelliten abgewickelt wird. Über ein von der Akademie für Weltraumkommunikation in Xi’an entwickeltes Modem werden Telemetrie- und Nutzlastdaten sowie die Videobilder der Überwachungskameras mit einer Datenübertragungsrate von 1,2 Gbit/s zur Erde übertragen.

Das Ausfahren der Solarmodule nach dem Erreichen der Umlaufbahn

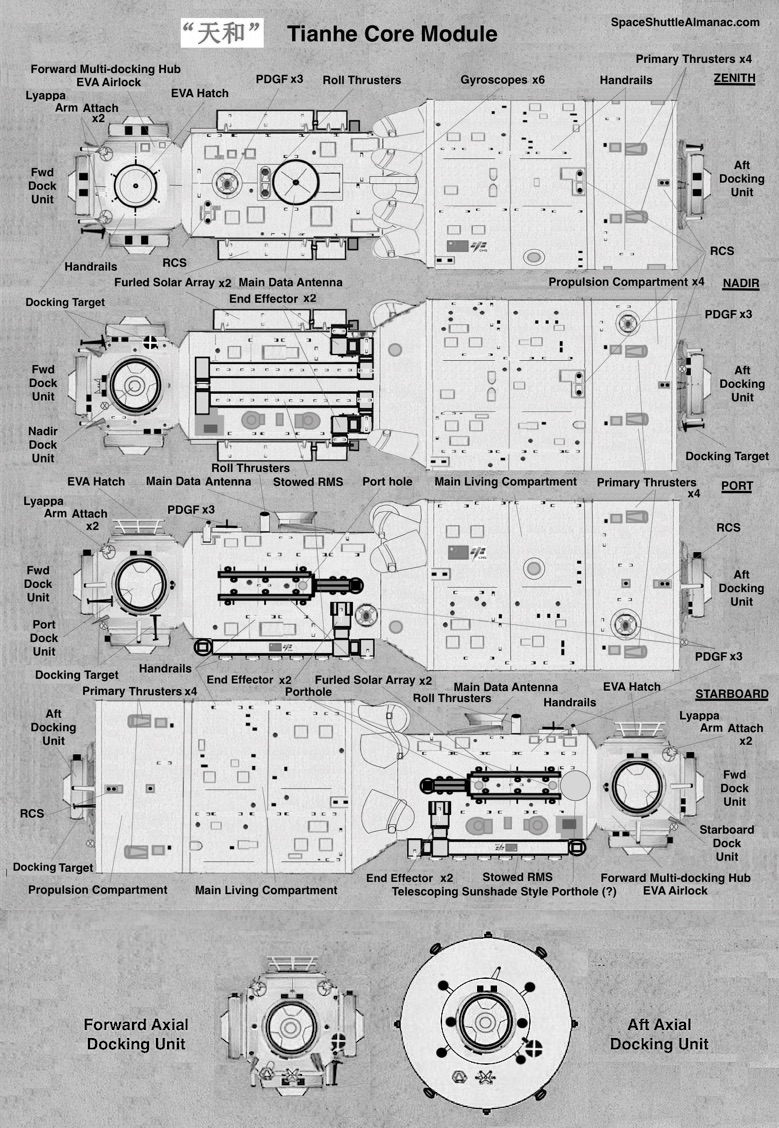
Das Kernmodul Tianhe

In Flugrichtung links und rechts an der Korridorsektion sind derzeit noch zwei jeweils 12 m langen Solarmodule befestigt. Die beiden Solarzellenflügel des Kernmoduls mit einer Gesamtfläche von 134 m² liefern gut 9 kW Energie, bei optimaler Sonneneinstrahlung bis zu 10 kW.
Zur Einordnung: jedes der vier HET-80-Ionentriebwerke (siehe unten) hat im Regelbetrieb eine elektrische Leistungsaufnahme von 700 W.
Nach Vollendung der ersten Ausbaustufe werden die beiden Solarzellenflügel des Kernmoduls nun von den beiden Wissenschaftsmodulen Wentian und Mengtian teilweise verschattet. Daher ist geplant, sie abzumontieren und mit Hilfe des mechanischen Arms (siehe unten) an den äußeren Enden der Wissenschaftsmodule zu befestigen, sodass sie mit deren Solarzellenflügeln ein kurzes T bilden.
Die Solarzellenflächen bestehen aus einer 0,7 mm dicken Folie, die beim Start Leporello-artig zusammengefaltet war. Für die Umsetzaktion können sie wieder eingefahren werden.
Hinter dem Korridor vergrößert sich das Modul auf einen Außendurchmesser von 4,2 m, der längliche Arbeitsraum hat einen lichten Querschnitt von 2 × 2 m. Dadurch haben die Raumfahrer in diesem Modul insgesamt etwa 50 m³ Wohnraum zur Verfügung. Nach der Montage der beiden Wissenschaftsmodule vergrößerte sich der freie Raum auf 110 m³. In der Arbeitssektion des Kernmoduls befinden sich Laborgeräte für Analysen und weltraummedizinische Experimente, außerdem ein Laufband, mit dem die Raumfahrer dem Muskelschwund in den Beinen entgegenwirken können.
Anschließend an die Arbeitssektion folgt der Maschinenraum mit den Lebenserhaltungssystemen, den Treibstofftanks und den vier in gleichem Abstand außen rund um das Modul verteilten Haupttriebwerken. Der Maschinenraum kann durch einen etwa 1/3 des Raumes einnehmenden Tunnel durchquert werden, der zur hinteren Schleuse führt, sodass die Besatzung aus dem Raumfrachter Tianzhou oder dem Raumschiff der neuen Generation, wenn es in seiner Konfiguration als unbemanntes Versorgungsraumschiff operiert, Essenspakete etc. ausladen und Rückfracht einladen kann. Die Lageregelung findet über 22 Steuerdüsen sowie sechs Momentenkreisel mit einem Drehimpuls von jeweils 1500 Nms statt, die außen am Übergang zwischen Korridor und Arbeitssektion angeordnet sind. Nach der Fertigstellung der Raumstation werden diese durch sechs weitere, baugleiche Momentenkreisel ergänzt, die sich im Inneren des Wissenschaftsmoduls Wentian befinden, dazu noch Lageregelungstriebwerke an beiden Wissenschaftsmodulen.
Außerdem kann die Station noch mit den Triebwerken eines an die hintere Schleuse angekoppelten Versorgungsraumschiffs, sei es nun das Raumschiff der neuen Generation oder ein Tianzhou-Frachter, manövriert werden.
Zur routinemäßigen Aufrechterhaltung der Orbitalhöhe, die durch die Anziehungskraft der Erde und die Reibung an den dünnen Gasen der Thermosphäre ohne unterstützende Maßnahmen in 100 Tagen um 30 km absinken würde, besitzt das Kernmodul am Heck vier Hallantrieb-Ionentriebwerke von Typ HET-80, die in zwei Zweiergruppen an der Ober- und an der Unterseite angeordnet sind. Jedes dieser vom Shanghaier Institut für Weltraumantriebe der Akademie für Flüssigkeitsraketentriebwerkstechnik entwickelten Triebwerke besitzt eine Schubkraft von 80 mN, der spezifische Impuls beträgt 1600 s bzw. 15,7 km/s, der Schubimpuls 2 MN·s.
Als Stützmasse wird Xenon verwendet. Bei einem Test, der vom 11. Dezember 2016 bis zum 25. April 2018 am Gemeinsamen Labor für Plasma und Antriebe (等离子体与推进联合实验室) der Universität für Luft- und Raumfahrt Peking durchgeführt wurde, absolvierte ein Exemplar 8241 Betriebsstunden, was den geforderten 8000 Betriebsstunden während der damals erwarteten Lebensdauer des Moduls von 10 Jahren entsprach.
Pro Jahr werden durch die Ionentriebwerke 800 kg chemische Treibmittel (Treibstoff + Oxidator) eingespart.
Vom 23. bis 24. September 2021 wurden die vier Triebwerke erstmals im Orbit getestet. Alle Parameter entsprachen den Vorgaben, die Überwachung der Xenonflammen durch eine Außenkamera der Station bestätigte das einwandfreie Arbeiten der Triebwerke.
Die korrekte Flugbahn der Raumstation wird bei jedem Umlauf von den Tianlian-Satelliten aus ihrer geostationären Umlaufbahn geprüft und vom Raumfahrtkontrollzentrum Peking gegebenenfalls korrigiert. Die Methode der Bahnanhebung mit Ionentriebwerken ist sehr treibstoffsparend. Nach dem Start des Kernmoduls im April 2021 musste erst im Mai 2023 ein Satz Ersatzflaschen mit Xenongas zur Station gebracht werden.
Die in zwei Baugruppen zusammengefassten Gasflaschen werden von außen mit dem mechanischen Arm ausgewechselt.
Hierfür ist kein Außenbordeinsatz nötig.
Bei der Chinesischen Raumstation ist das Kernmodul (核心舱) Tianhe seit dem Ende der ersten Ausbauphase am 3. November 2022 mit den beiden Wissenschaftsmodulen Wentian und Mengtian zu einer Kerneinheit (核心组合体) mit integrierten, gemeinsam genutzten Systemen für Stromversorgung, Kühlung etc. verschmolzen, an die dann weitere Module entweder fest montiert werden (das zweite T) oder gelegentlich andocken (das Xuntian-Teleskop). Da aber aus ingenieurtechnischen Gründen zwischen dem Start des Kernmoduls und dem der Wissenschaftsmodule mehr als ein Jahr lag, in dem Raumfahrer auf der Station leben und arbeiten mussten, waren die Lebenserhaltungssysteme des Kernmoduls zunächst überdimensioniert. Dies bietet nun während der Betriebsphase eine durchaus erwünschte Redundanz.[veraltet]

## Laborschränke

### Mikrogravitation
Da auf die Raumstation neben der Erdanziehung auch noch der Strahlungsdruck der Sonne und die Bremskraft der Thermosphäre einwirken, herrscht dort nicht wirklich Schwerelosigkeit, sondern ein Schwerefeld von 10−3 bis 10−5 g. Für physikalische Experimente ist das zu viel. Daher wurde von der Chinesischen Akademie der Wissenschaften ein Laborschrank mit einer herausnehmbaren Experimentenkammer konstruiert. Die Kammer wird in der Schwerelosigkeit vor der Klappe des Laborschranks positioniert, wo sie sich mit einem optischen System anhand einer außen auf der Klappe angebrachten Punkt-Matrix über ihre Position im Raum informiert. Wenn die Kammer eine Eigenbewegung feststellt, korrigiert sie diese mittels kleiner Gasdüsen. Die eigentliche, von den Kammerwänden getrennte Experimentenplattform in Inneren wird von Elektromagneten in der Schwebe gehalten.
Wenn nur die Magnetschwebetechnik zum Einsatz kommt, lässt sich die Schwerkraft auf 10−6 g reduzieren. Wenn zusätzlich die gesamte Kammer mit den Gasdüsen den Bewegungen der Raumstation auf ihrer Bahn um die Erde nachgeführt wird, kann man die Schwerkraft auf 10−7 g senken, also Mikrogravitation im eigentlichen Sinne des Wortes.
Mit dem Gerät – die finalen Montagearbeiten wurden von den Raumfahrern im August 2021 durchgeführt – sollen Experimente zur Gravitationsphysik und zur Relativitätstheorie durchgeführt werden, so zum Beispiel zum schwachen Äquivalenzprinzip auf der atomaren Ebene.

### Materialforschung
Für materialwissenschaftliche Forschung und Produktion im Labormaßstab bietet die Raumstation die Möglichkeit zur sogenannten „Behälterlosigkeit“. In einem im III. Quadranten (in der „Zimmerdecke“) des Kernmoduls nahe der Heckschleuse eingebauten Ofen werden mittels Elektromagneten mit einer Präzision von 0,1 mm in der Schwebe gehaltene Metalle im Vakuum oder in Gasen von einstellbarer Zusammensetzung und Druck mit einem Laser zum Schmelzen gebracht.
Die höchste in dem Ofen erzielbare Temperatur beträgt 3000 °C. Die entstehende Schmelze bildet einen kugelförmigen Tropfen, der ohne Kontakt mit der Ofenwand oder irgendwelchen Behältern frei schwebt und daher auch nicht von Behältermaterial verunreinigt werden kann. In der Schwerelosigkeit gibt es keine durch Auftriebskraft erzeugte Konvektion, der Dichteunterschied der einzelnen Komponenten spielt keine Rolle.
Die Mechanismen während des Abkühlprozesses, der, da kein Kontakt mit einer warmen Behälterwand besteht, sehr schnell verläuft, können beobachtet und die Eigenschaften des sehr reinen und seine ursprüngliche Kugelform behaltenden Materials bestimmt werden. Da die Materialproben beim Abkühlen nicht durch Kontakt mit einer Behälterwand gestört werden, lassen sich problemlos unterkühlte Schmelzen und damit zum Beispiel metallisches Glas oder Nanokristalle herstellen. So befasste sich zum Beispiel eine Forschergruppe um Yao Kefu (姚可夫, * 1960) von der Fakultät für Materialwissenschaft der Tsinghua-Universität in Peking mit metallischem Glas auf der Basis von Palladium.
Dieses Material ist sehr teuer, es eignet sich aber aufgrund seiner elektromagnetischen Eigenschaften – hohe magnetische Suszeptibilität, sehr niedrige Koerzitivfeldstärke und hoher spezifischer Widerstand – gut zur Herstellung von Magnetkernen für Transformatoren. Der hohe Widerstand führt zu niedrigen Wirbelstromverlusten. In ländlichen Gegenden, wo das Stromnetz relativ gering belastet ist, senkt das die Leerlaufverluste, die dort den Hauptteil der Verluste im Leitungsnetz ausmachen, um etwa 80 %.
Die Forschungsgruppe Weltraummaterialwissenschaft um Wang Haipeng (王海鹏) vom Fachbereich Materialphysik an der Fakultät für Physik und Technische Physik der Polytechnischen Universität Nordwestchinas in Xi’an nutzte den Laser-Schmelzofen, um  Niob-Silicium-Legierungen für die starken thermischen Belastungen ausgesetzten Schaufeln von Flugzeugtriebwerken der neuen Generation zu entwickeln – diese Legierungen haben einen Schmelzpunkt von über 1750 °C.
Außerdem arbeitet man an Lanthan-Titan-Glas mit hohem Brechungsindex für Teleobjektive mit einem hohen Auflösungsvermögen sowie an Materialien für elektrooptische Anwendungen wie zum Beispiel Yttrium-Aluminium-Granat für Laser für Industrie, Medizin, Forschung, Kommunikation und militärische Zwecke.
Die Forschungsgruppe homogene Materialien des Instituts für Metallforschung der Chinesischen Akademie der Wissenschaften in Shenyang unter der Leitung von Zhao Jiuzhou (赵九洲) befasste sich mit monotektischen Legierungen, die bei einem langsam verlaufenden Abkühlprozess eine Hülle/Kern-Struktur mit groben Partikeln im Inneren bilden, bei rascher Abkühlung dagegen ein gleichmäßig durchmischtes Material mit fast gar nicht vorhandener Hüllschicht, eine sogenannte „Dispersionslegierung“. Diese in der Schwerelosigkeit wesentlich einfacher als auf der Erde herzustellenden Legierungen – Zhao Jiuzhou und seine Leute sind auf der Erde stark auf Computersimulationen angewiesen – haben besondere physikalische und mechanische Eigenschaften, sie zeichnen sich durch eine hohe Warmfestigkeit und Stabilität bis nahe an den Schmelzpunkt aus.
Vor allem im Flugzeug- und Autobau sowie in der elektrischen Energie- und Antriebstechnik gibt es für Dispersionslegierungen breite Anwendungsmöglichkeiten.
In dem Gerät werden immer mehrere Proben auf einmal behandelt. Die Raumfahrer brauchen nur die Schachteln auszuwechseln, in denen sich in einzelnen Fächern die Proben befinden. Die eigentlichen Versuche werden per Fernsteuerung von der Erde aus durchgeführt.
Da es sich hierbei bisher nur um geringe Mengen handelt, werden die Schachteln mit den Materialproben von der jeweiligen Besatzung bei ihrer Rückkehr in der Landekapsel des Shenzhou-Raumschiffs mit zur Erde genommen.

## Mechanischer Arm
Der 10,2 m lange mechanische Arm, der sieben Gelenke besitzt, ist eine Kernkomponente der Raumstation. Daher hatten die Verantwortlichen des bemannten Raumfahrtprogramms bereits 2007, also drei Jahre bevor der Bau der modularen Raumstation offiziell gestartet und finanziert war, die auf dem Gebiet der Robotik führenden Forschungsinstitute und Firmen des Landes kontaktiert. Während es 1998 bei der Suche nach dem besten Modell eines Mondrovers einen Wettbewerb mit rund einem Dutzend beteiligten Instituten gegeben hatte, wurden hier die angesprochenen Einrichtungen dazu angehalten, sich in gemeinsamer Arbeit mit dem Problem auseinanderzusetzen – das Prinzip der öffentlichen Ausschreibung wurde bei der Abteilung für Waffenentwicklung der Zentralen Militärkommission, der Nachfolgeorganisation des damals zuständigen Hauptzeugamts der Volksbefreiungsarmee, erst 2016 eingeführt. 2008 wurde ein erstes Demonstrationsmodell mit sechs Freiheitsgraden gebaut, 2009 dann ein Prototyp des heutigen Arms mit sieben Freiheitsgraden.
Es wurden die einzelnen Arbeitsgebiete definiert und die Teile für ein in alle Richtungen drehbares Gelenk konstruiert. Ende September 2011 wurde der Entwurf für den mechanischen Arm von einer Expertenkommission abgenommen und gebilligt,
und im Juni 2015 fanden in der Hauptentwicklungsabteilung der Akademie für Weltraumtechnologie die ersten Tests mit einem Prototyp in Originalgröße statt.

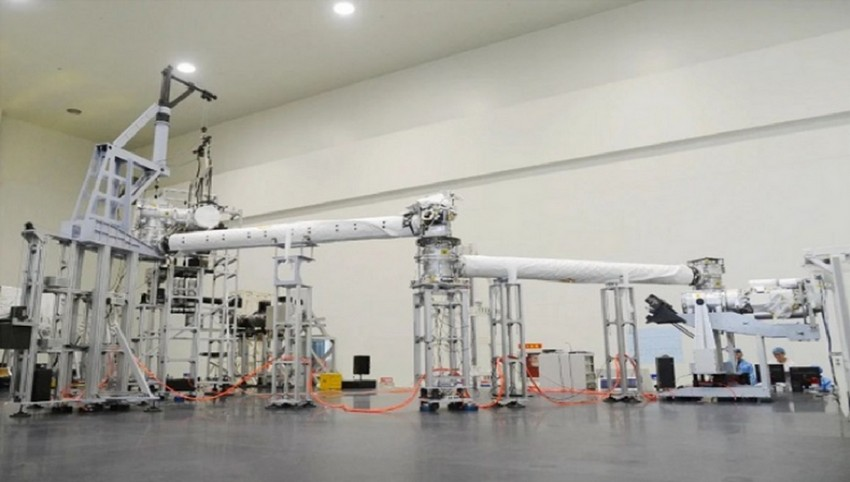
Der mechanische Arm bei einem Test in der Chinesischen Akademie für Weltraumtechnologie

Der Arm hat ein Eigengewicht von 738 kg. Er besteht aus zwei am oberen Ende wie ein Zirkel mit einer Achse verbundenen Hauptabschnitten von jeweils 5 m Länge, an deren anderem Ende sich jeweils eine um drei Achsen drehbare „Hand“ befindet, die mit einer Präzision von 45 mm positioniert werden kann. Hierfür besitzt jede Hand eine Kamera – die auch für eine regelmäßige Inspektion der Außenwand der Station benutzt wird – und taktile Sensoren, dazu kommt noch eine Kamera am „Ellbogen“ in der Mitte des Arms. Die Tragkraft des Arms, der für eine Lebensdauer von 15 Jahren ausgelegt ist, beträgt 25 t. Das heißt, die Wissenschaftsmodule mit einer trägen Masse von 23 t hätten, wenn deren eigener Greifarm bei der Montage ausgefallen wäre, problemlos bewegt werden können. Außerdem kann der Arm dazu verwendet werden, den Raumfahrern bei Wartungs- und Reparaturarbeiten an der Außenseite der Station einen festen Boden unter den Füßen zu bieten, gegen den sie sich in der Schwerelosigkeit stemmen können. An Stellen, wo häufiger Arbeiten durchgeführt werden müssen, sind an der Außenwand der Station Fußpunkte bzw. Griffstellen angebracht, über die der Arm auch mit Strom versorgt wird.
Der Arm kann entweder autonom agieren oder von den Raumfahrern ferngesteuert werden. Üblicherweise erfolgt der Transport eines Raumfahrers von der Ausstiegsschleuse zu seinem Einsatzort computergesteuert, um sicherzustellen, dass der Arm während des Schwenkvorgangs nicht an Antennen oder andere Objekte auf der Außenseite der Station stößt. Die Maximalgeschwindigkeit, mit der ein Raumfahrer auf der Plattform am Ende des Arms transportiert werden kann, beträgt 60 cm/s. Während der eigentlichen Arbeiten wird der Arm von einem in der Station verbliebenen Raumfahrer gemäß der mündlichen Anweisungen seines auf der Fußverankerung stehenden Kollegen gesteuert.